# Pátria
Pour les articles homonymes, voir Patria (homonymie).
Patrie est l'hymne national du Timor oriental. On le chanta pour la première fois le 28 novembre 1975, lorsque le Timor oriental déclara son indépendance vis-à-vis du Portugal, et avant l'invasion indonésienne du 7 décembre.
À la suite de cette occupation et pendant la période de transition vers l'indépendance, administrée par l'ONU, Pátria fut officiellement adopté comme hymne national le 20 mai 2002.
Cependant, comme la deuxième partie de l'hymne reflète essentiellement les opinions politiques du Fretilin, un parti communiste, soutenu par la république populaire de Chine, qui a joué un rôle essentiel dans la décolonisation du Timor oriental, du temps de la guerre froide, elle est rarement chantée. Il est d'usage de ne chanter que les premiers vers, en les répétant.
Cet hymne fut composé par Afonso de Araujo, et les paroles sont du poète Francisco Borja da Costa, tué pendant l'invasion. Il n'y a pas de version officielle en tétoum, l'autre langue officielle du pays.

## Paroles
| Paroles en tétoum | Paroles en portugais | Paroles en français |
| --- | --- | --- |
| Pátria, Pátria, Timór-Leste, ita-nia Nasaun. Glória ba Povu no ba ita-nia eróis libertasaun nasionál. Pátria, Pátria, Timór-Leste, ita-nia Nasaun. Glória ba Povu no ba ita-nia eróis libertasaun nasionál. Ita manán hasoru kolonializmu, ita hakilar: Hatuun imperializmu. Rai livre, Povu livre, Lae, lae, lae ba esplorasaun. Bá oin hamutuk, laran-metin no barani. Halo funu hasoru imperializmu Inimigu Povu hotu-hotu nian, to’o vitória finál Liu dalan revolusaun. | Pátria, Pátria, Timor-Leste, nossa Nação. Glória ao povo e aos heróis da nossa libertação. Pátria, Pátria, Timor-Leste, nossa Nação. Glória ao povo e aos heróis da nossa libertação. Vencemos o colonialismo, gritamos: Abaixo o imperialismo. Terra livre, povo livre, Não, não, não à exploração. Avante unidos firmes e decididos. Na luta contra o imperialismo, O inimigo dos povos, até à vitória final. Pelo caminho da revolução. | Patrie, patrie, Timor-Est, notre nation. Gloire au peuple et aux héros de notre libération. Patrie, patrie, Timor-Est, notre nation. Gloire au peuple et aux héros de notre libération. Nous avons vaincu le colonialisme, Nous crions : « à bas l'impérialisme. » Terre libre, peuple libre, Non, non, non à l'exploitation. En avant, unis, fermes et décidés. Dans la lutte contre l'impérialisme, L'ennemi des peuples, jusqu'à la victoire finale. Sur le chemin de la révolution. |